# Góra Skobla
Góra Skobla lub Skrobla – wzniesienie w Biebrzańskim Parku Narodowym w miejscowości Downary w województwie podlaskim, w powiecie monieckim, w gminie Goniądz. Jest to najwyższe wzniesienie w okolicy, a jego nazwa pochodzi od nazwy osobowej Skobielew. Nadali ją w połowie XIX wieku Rosjanie podczas budowy twierdzy Osowiec. Uczcili w ten sposób generała Michaiła D. Skobielewa.
Góra Skobla (Skrobla, 118,4 m) wznosi się po południowej stronie rzeki Biebrza. Ku dolinie Biebrzy opada stromym stokiem o wysokości względnej około 12 m. Jest porośnięta lasem. W lesie tym znajdują się pozostałości betonowych bunkrów twierdzy Osowiec, a na szczycie wzniesienia stoi drewniana wieża widokowa.

## Ścieżka historyczno-przyrodnicza „Góra Skobla”
Przez Górę Skobla prowadzi czerwono znakowana ścieżka dydaktyczna. Ma początek przy parkingu obok budynku dyrekcji Biebrzańskiego Parku Narodowego. Początkowo prowadzi na zachód drogą, następnie przez las sosnowy z dodatkiem klonów, trzmieliny, głogu i jarzębiny. W lesie rośnie wiele zasadzonych przez Rosjan i obcych florze polskiej gatunków roślin, takich jak: parczelina trójlistkowa, śnieguliczka biała, karagana syberyjska. Przy ścieżce widoczne są wybudowane przez Rosjan schrony bojowe. W górnej części wzniesienia oprócz sosen rosną gatunki charakterystyczne dla grądu: graby, lipy, dęby, jesiony. Wczesną wiosna w runie leśnym licznie zakwitają rośliny wczesnowiosenne: przylaszczka pospolita, zawilec gajowy i zawilec żółty, kokorycze, latem miejscami pojawia się lilia złotogłów. Z widokowej wieży na szczycie wzniesienia rozciąga się widok na dolinę Biebrzy i miejscowość Osowiec. Wczesną wiosną można z wieży obserwować w dolinie Biebrzy migrujące ptaki: gęś gęgawa, gęś zbożowa, gęś białoczelna, kilka gatunków kaczek, chruściele, mewy, rybitwy, czajki, bataliony, rycyki, brodźce. Przez większą część roku z wieży widuje się łabędzia niemego, błotniaka stawowego, czaplę siwą, czaplę białą, żurawie, bociana. W nocy można usłyszeć polującego puszczyka zwyczajnego, a na skraju lasu i wody czasami poluje nocek łydkowłosy – gatunek nietoperza w Polsce zagrożony wyginięciem.
W lesie na Górze Skobla są jeszcze pozostałości okopów, a pierwsza od wieży w północnym kierunku linia wody to dawna fosa twierdzy Osowiec. Obecnie jest w niej bardzo słaby przepływ wody, dzięki czemu mogą się w niej rozwijać rośliny wodne: grzybienie białe i grążel żółty. 100 m dalej na północ od fosy jest porośnięte trzcinowym szuwarem właściwe koryto rzeki Biebrza.

## Galeria zdjęć

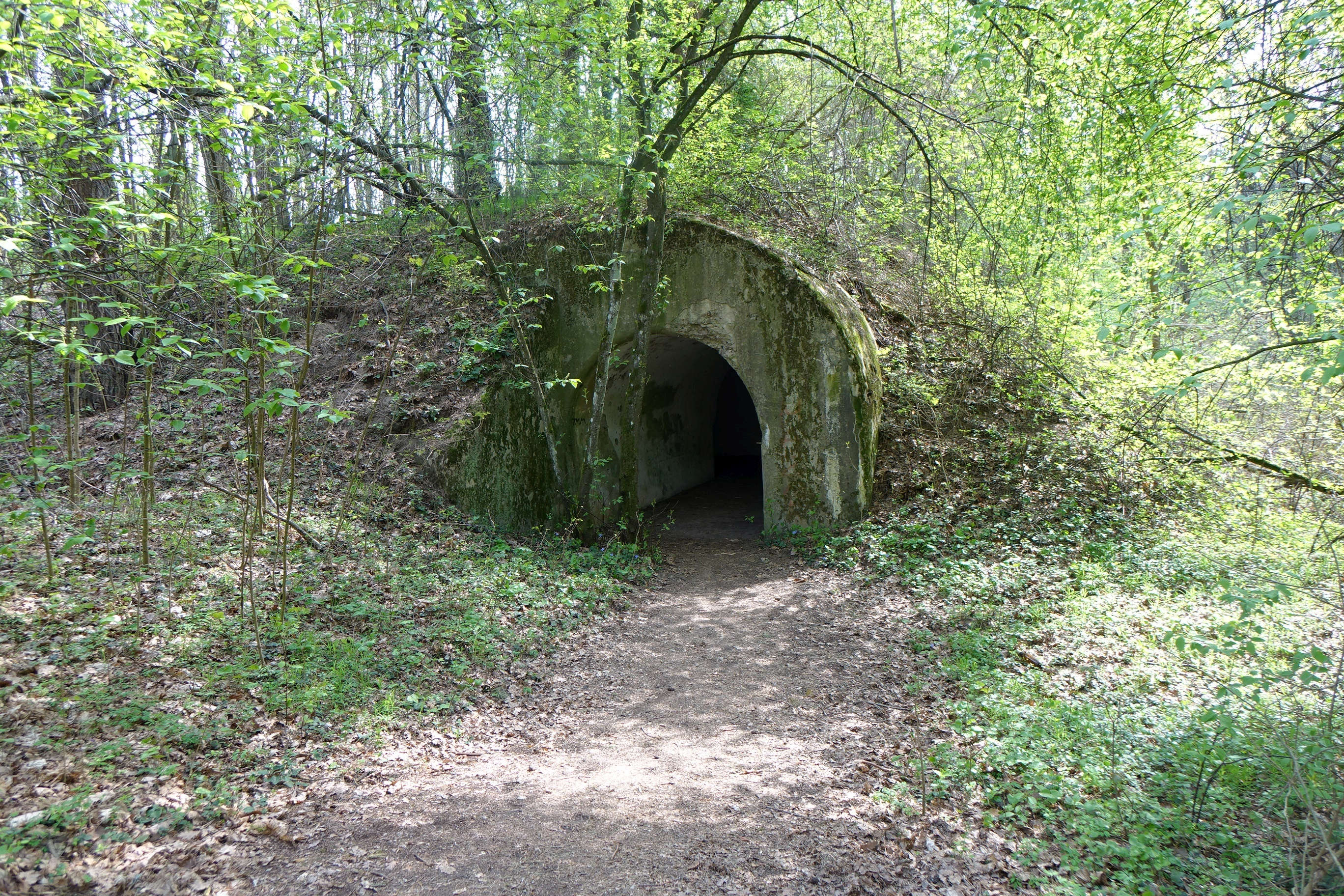
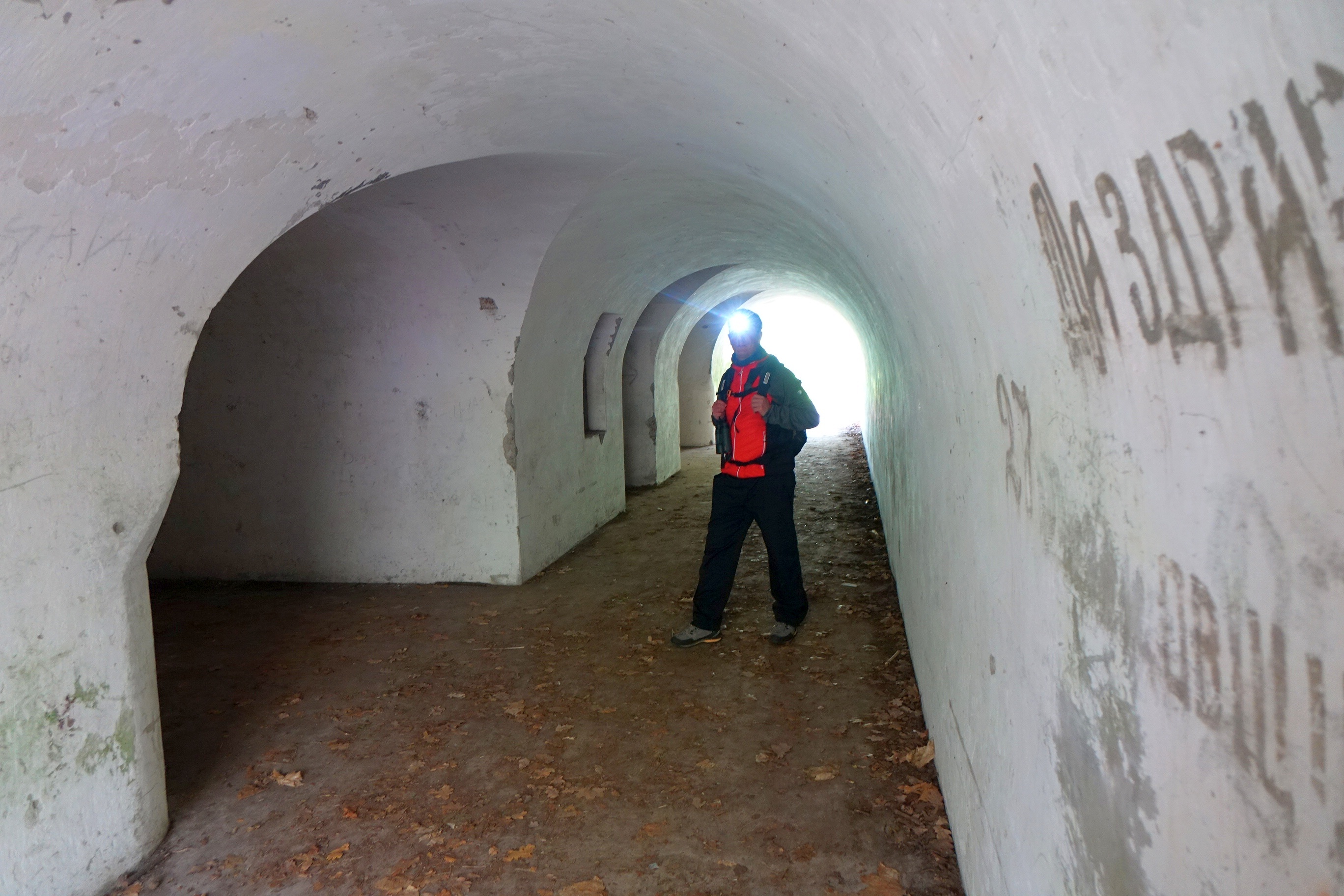
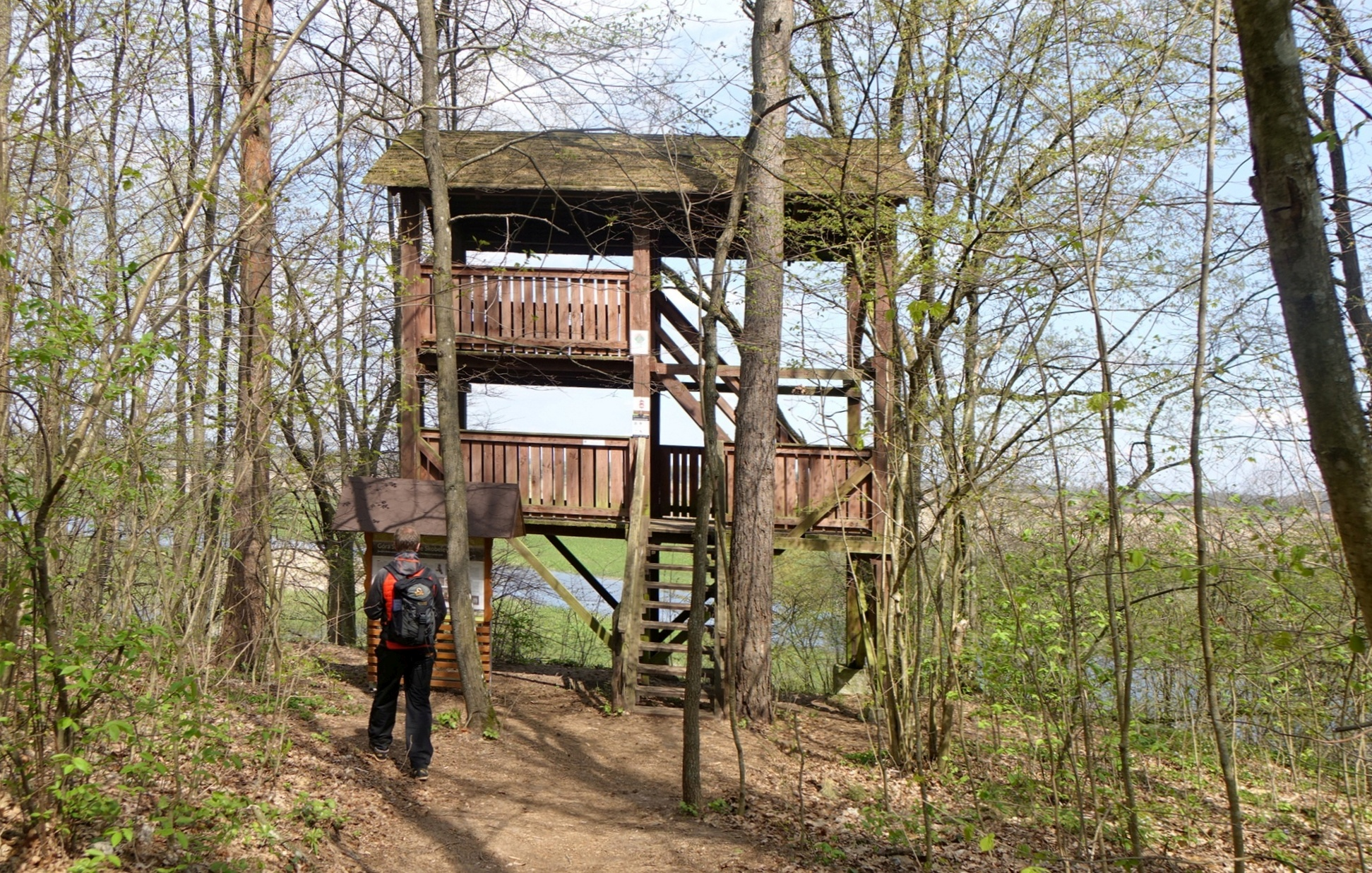
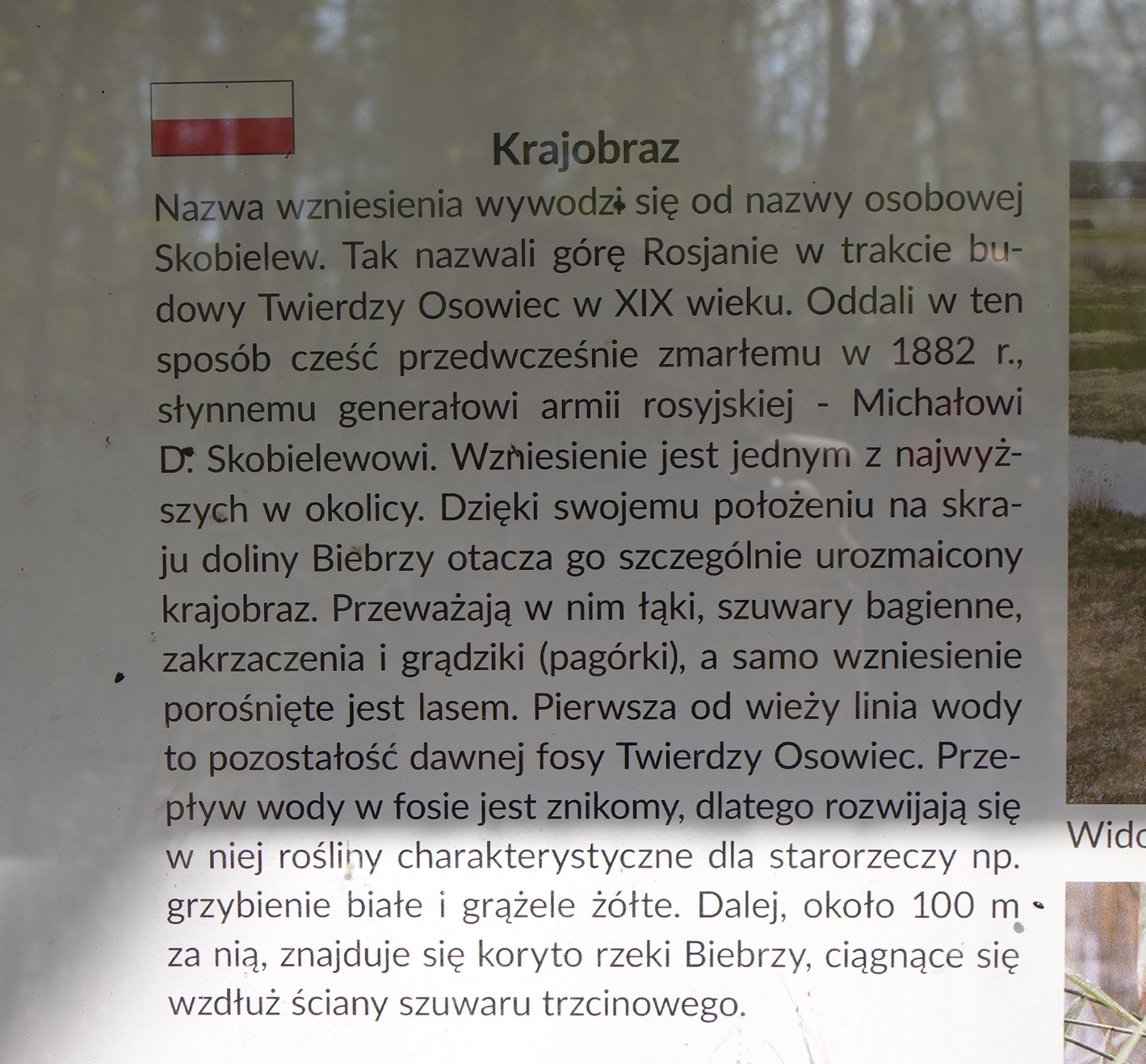
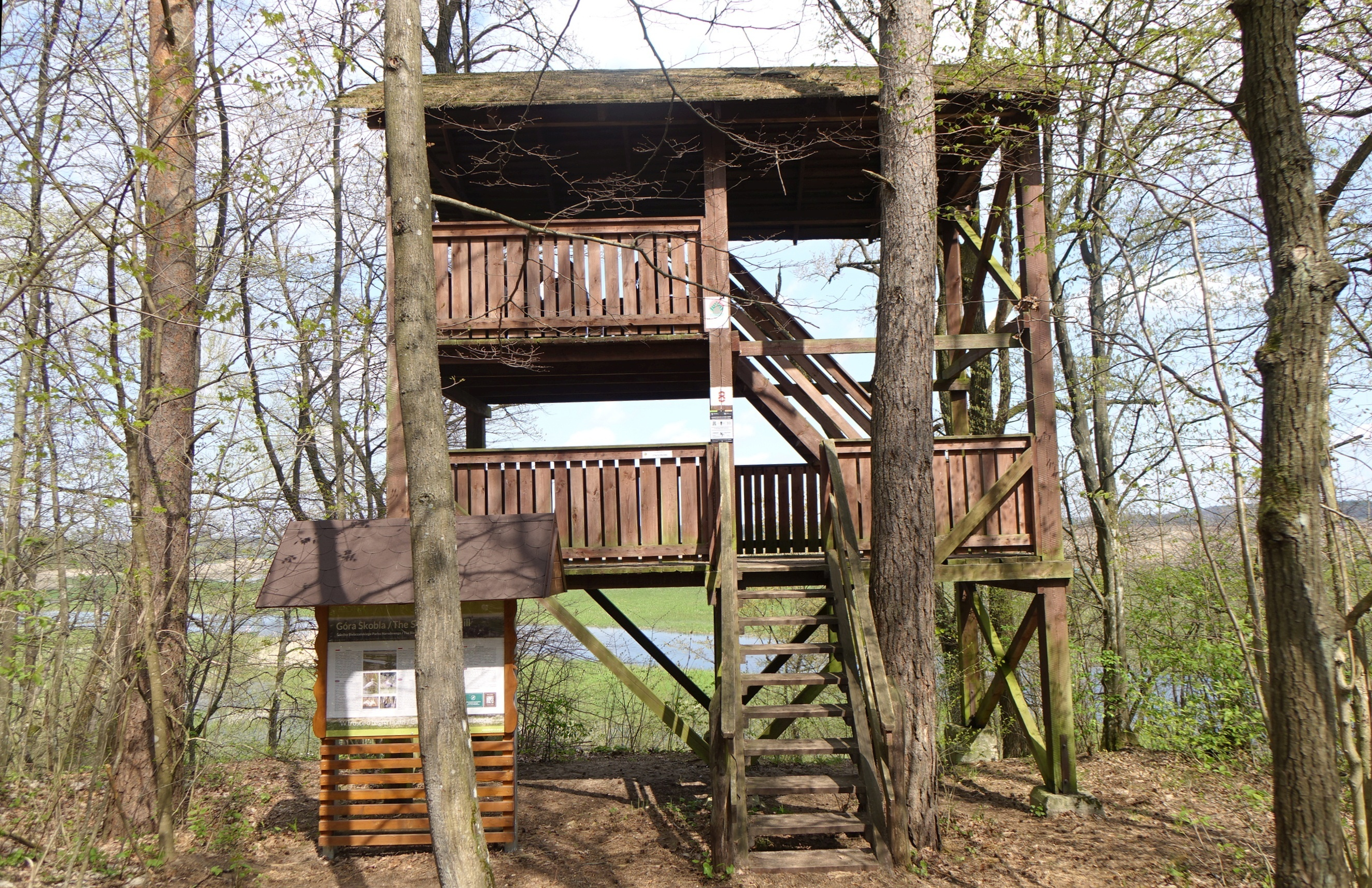
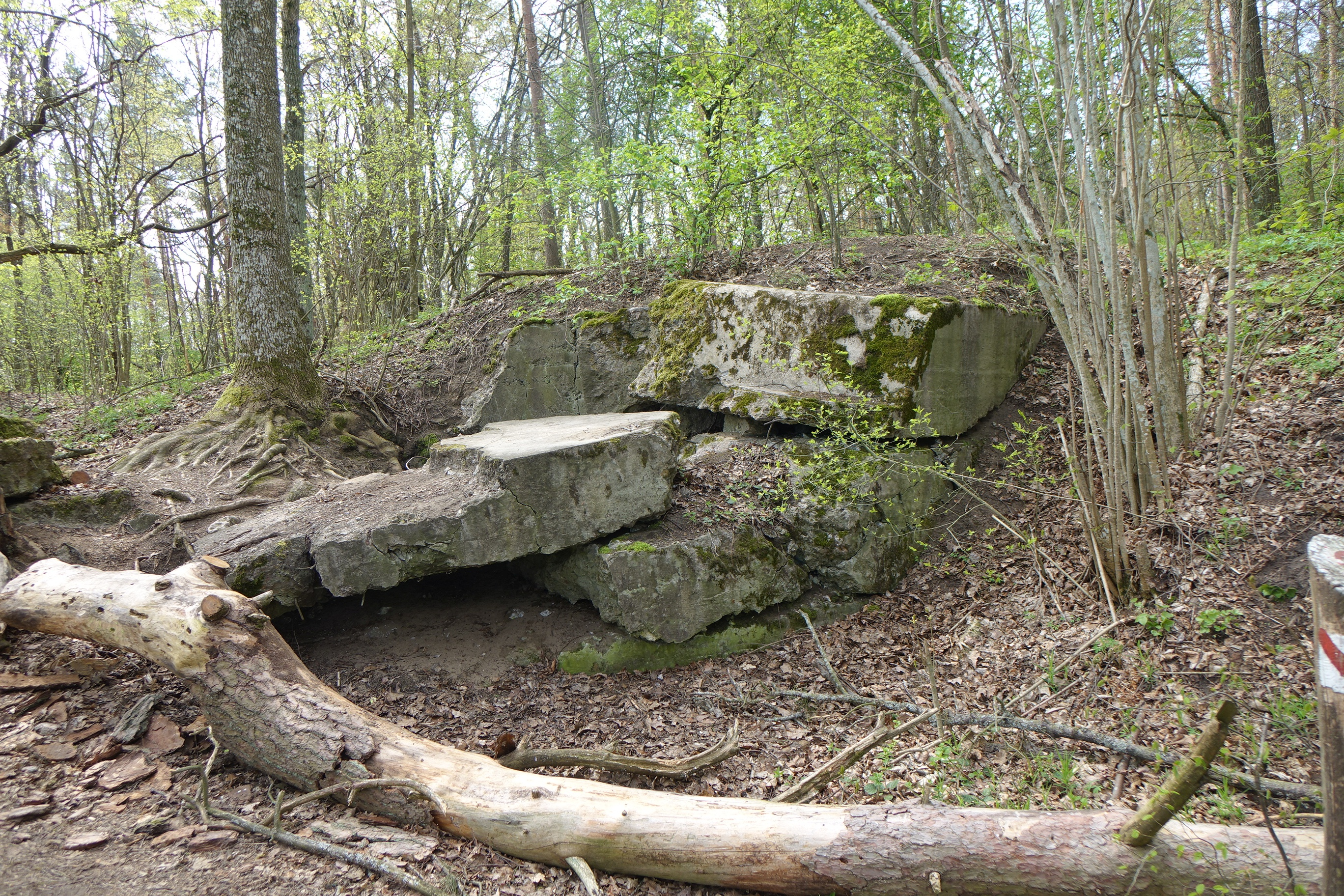
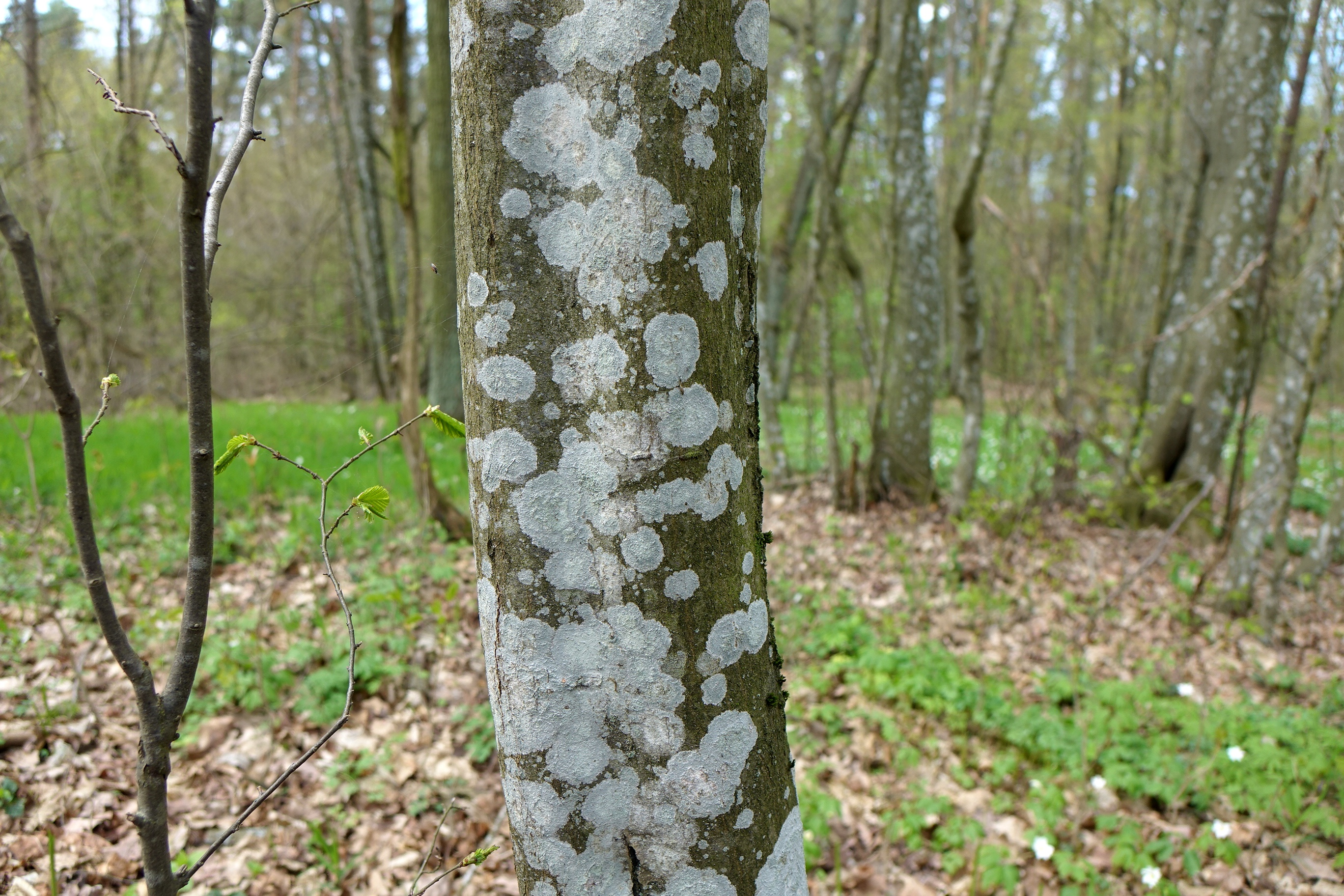
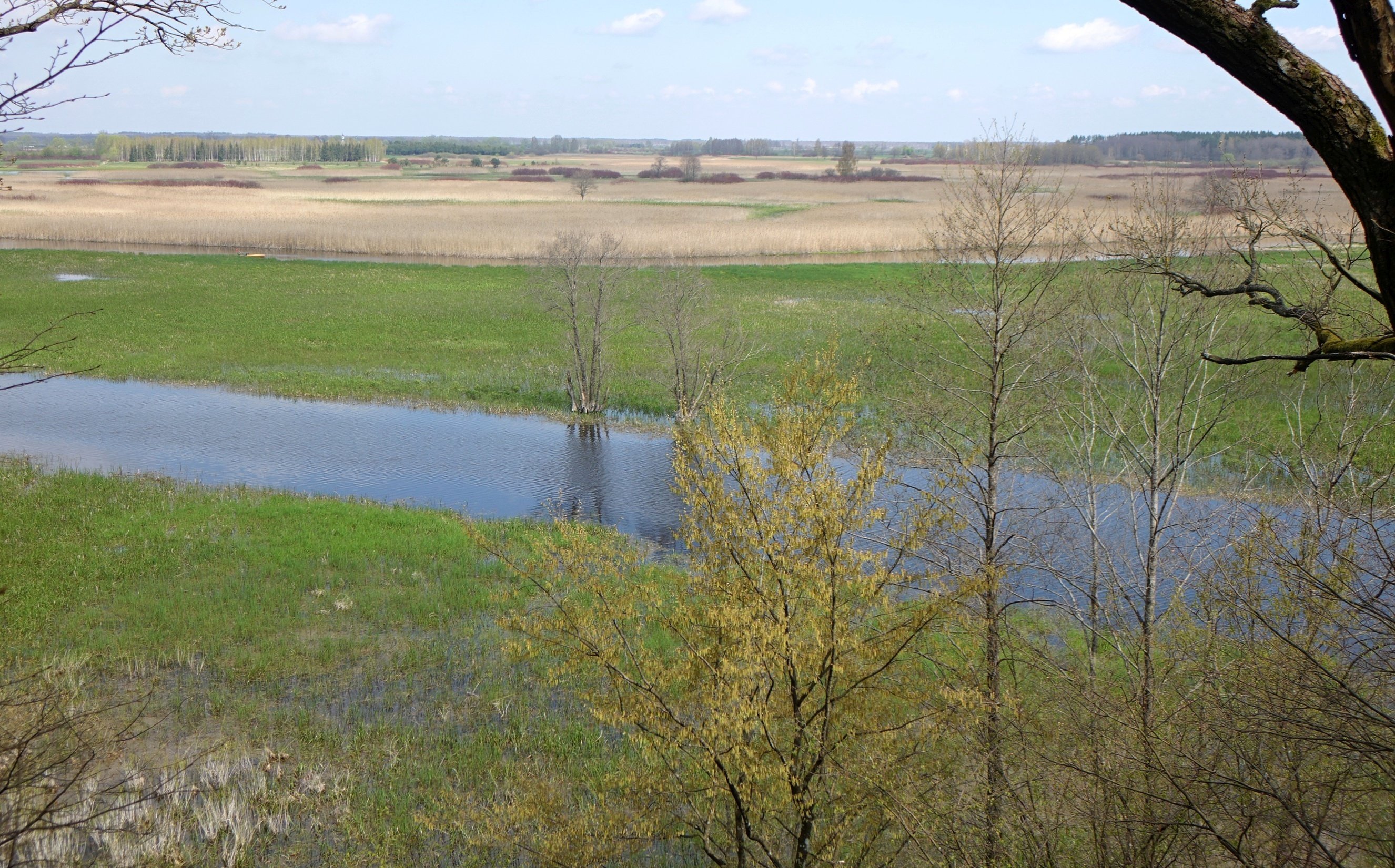